# Josef Tschetter
Josef Tschetter (* 13. Oktober 1829 in Schaan; † 24. Dezember 1899 ebenda) war ein liechtensteinischer Landwirt und Politiker.

## Biografie
Tschetter wurde 1829 als Sohn von Lorenz Tschetter und dessen Frau Magdalena (geborene Seger) geboren. Er war Bürger der Gemeinde Schaan und dort als Landwirt tätig. Von 1867 bis 1873 gehörte er dem Schaaner Gemeinderat an. Von 1876 bis 1879 war er Gemeindevorsteher. Nachdem er von 1882 bis 1884 als Vizevorsteher der Gemeinde fungierte, war Tschetter von 1884 bis 1888 erneut Gemeindevorsteher von Schaan. Des Weiteren war er von 1875 bis 1879 stellvertretender Landtagsabgeordneter sowie von 1879 bis 1882 und von 1886 bis 1890 Abgeordneter im Landtag des Fürstentums Liechtenstein. Von 1885 bis 1891 war er darüber hinaus als Schöffenrichter tätig.
Tschetter heiratete 1861 Maria Agatha Hilti. Aus der Ehe gingen fünf Kinder hervor.